# Spanska F3-mästerskapet 2006
Spanska F3-mästerskapet 2006 vanns av Ricardo Risatti.

## Delsegrare
| Bana        | Vinnare          | Vinnare          |
| ----------- | ---------------- | ---------------- |
| Valencia    | Marco Barba      | Marcos Martínez  |
| Magny-Cours | Ricardo Risatti  | Máximo Cortés    |
| Jarama      | Sérgio Jimenez   | Ricardo Risatti  |
| Estoril     | Máximo Cortés    | Roldán Rodríguez |
| Albacete    | Roldán Rodríguez | Ricardo Risatti  |
| Valencia    | Ricardo Risatti  | Roldán Rodríguez |
| Jerez       | Roldán Rodríguez | Ricardo Risatti  |
| Barcelona   | Nicolas Prost    | Miguel Molina    |

## Slutställning
| Plats | Förare           | Poäng |
| ----- | ---------------- | ----- |
| 1     | Ricardo Risatti  | 118   |
| 2     | Roldán Rodríguez | 103   |
| 3     | Máximo Cortés    | 94    |
| 4     | Nicolas Prost    | 83    |
| 5     | Sérgio Jimenez   | 74    |
| 6     | Miguel Molina    | 69    |